# Saint-Pierre-de-Bressieux
Saint-Pierre-de-Bressieux ist eine französische Gemeinde mit 778 Einwohnern (Stand: 1. Januar 2022) im Département Isère in der Region Auvergne-Rhône-Alpes; sie gehört zum Arrondissement Vienne und zum Kanton Bièvre. Die Einwohner werden Saint-Pierrois genannt.

## Geografie
Die Gemeinde Saint-Pierre-de-Bressieux liegt etwa 40 Kilometer nordwestlich von Grenoble am Fuß des Chartreuse-Massivs. Der Fluss Galaure begrenzt die Gemeinde im Süden. Umgeben wird Saint-Pierre-de-Bressieux von den Nachbargemeinden Brézins im Norden, Saint-Étienne-de-Saint-Geoirs im Nordosten, Saint-Geoirs im Osten, Brion im Osten und Südosten, Chasselay im Südosten, Roybon im Süden und Südwesten, Marnans im Westen und Südwesten sowie Saint-Siméon-de-Bressieux und Bressieux im Nordwesten.

## Bevölkerungsentwicklung
| Jahr                       | 1962 | 1968 | 1975 | 1982 | 1990 | 1999 | 2006 | 2012 | 2021 |
| -------------------------- | ---- | ---- | ---- | ---- | ---- | ---- | ---- | ---- | ---- |
| Einwohner                  | 562  | 543  | 508  | 592  | 621  | 627  | 674  | 733  | 770  |
| Quellen: Cassini und INSEE |      |      |      |      |      |      |      |      |      |

## Sehenswürdigkeiten
- Kirche Saint-Pierre
- Naturpark Plateau von Chambaran